# Kairoer Abkommen (1969)
Das Kairoer Abkommen war eine Vereinbarung am 2. November 1969, die während Gesprächen zwischen Jassir Arafat und dem libanesischen Armeekommandeur General Emile Bustani getroffen wurde. Der ägyptische Präsident Gamal Abdel Nasser soll beim Zustandekommen geholfen haben.

## Inhalt
Auch wenn nie ein Text veröffentlicht wurde, erschien ein inoffizieller Text in der libanesischen Zeitung An-Nahar am 20. April 1970. Das Abkommen räumte palästinensischen Milizionären mehr Rechte im Libanon ein.
Teil des Abkommens betraf 16 UNRWA-Lager im Libanon – Heimat von 300.000 palästinensischen Flüchtlingen. Diese wurden der Gerichtsbarkeit des maronitisch dominierten Armeegeheimdienstes Deuxième Bureau entzogen und dem Palestinian Armed Struggle Command -dem militärischen Oberkommando der PLO- unterstellt. Offiziell standen die Lager weiter unter libanesischer Souveränität, ab 1969 wurden sie Basis für die Guerillabewegung.
Das Abkommen räumte den Palästinensern auch das Recht an, sich dem bewaffneten Kampf anzuschließen
Außerdem erlaubte es ihnen, vom Libanon aus Israel anzugreifen und in den Lagern Herrschaftsgewalt auszuüben.
Anschließend schuf die PLO de facto einen „Staat im Staate“ im Libanon.

## Konsequenzen
In den frühen 1970er Jahren wuchs der palästinensische Einfluss im Libanon, vor allem nach dem Schwarzen September (Jordanien) im September 1970.
Die libanesische Armee konnte dies nicht unterbinden, da sie zu schwach war. Im April 1975 brach der libanesische Bürgerkrieg aus. Die ersten Kämpfe fanden zwischen der PLO und den Christen aus. Später nahm die Libanesische Nationalbewegung auf Seiten der PLO an den Kämpfen teil. Der rechtsgerichtete maronitische Präsident Suleiman Frangieh ruf Syrien zu Hilfe. Die PLO zig sich in den Süden zurück und führte Guerrillaaktionen gegen Israel durch. 1978 marschierte Israel in den Libanon ein.
Weitere Eskalationen führten 1982 zu Israels Invasion in den Libanon.

## Rücknahme
Im Juni 1987 unterzeichnete der libanesische Präsident Amine Gemayel ein Gesetz, das das Kairoer Abkommen abschaffte. Das Gesetz wurde vom libanesischen Parlament am 21. Mai 1987 verabschiedet Premierminister Salim El Hoss unterzeichnete es später.